# 國際飛航管制員協會聯盟
IFATCA（英語：International Federation of Air Traffic Controllers' Associations）是联合全球各地空中交通管制员专业协会的一个非政治性獨立专业组织，1961年10月20日在荷兰阿姆斯特丹成立。拥有超过130个会员国，5万名空管员会员。该组织中译名有：國際飛航管制員協會聯盟、国际航空交通管制人员协会、国际空中交通管制员协会、空中交通管制员协会国际联合会等。
IFATCA在瑞士注册，但在加拿大蒙特利尔设有常驻办事处（总会）。其目标包括：提高国际空中导航的安全、效率和规律性，协助发展空中交通管制系统、程序和设施，在空管员中推动提升空管员的知识和专业效率。
该组织通过与国家和国际航空当局密切合作完成使命，并因此在众多正在研究空中交通管制现今和未来发展的机构中作为代表。
其最终目标是一个全球性的空中交通管制员协会联盟。
IFATCA发布一份名为《The Controller》的季刊。